# Ким Де Чун
Ким Де Чун (хангъл: 김대중) е южнокорейски политик. Дългогодишен водач на опозицията, той е президент на Южна Корея от 1997 до 2003 година. Ким Де Чун получава Нобелова награда за мир през 2000 г. след срещата си с лидера на Северна Корея Ким Чен Ир, първа среща на това ниво в историята на двете страни.